# Allium chloroneurum
Allium chloroneurum — вид рослин з родини амарилісових (Amaryllidaceae); ендемік Ірану.

## Поширення
Ендемік південного Ірану.